# Testament Records (Verenigde Staten)
Testament Records was een onafhankelijk Amerikaans platenlabel, dat zich specialiseerde in roots-muziek. Het werd in 1963 opgericht door Down Beat-journalist Pete Welding en was gevestigd in Philadelphia. Later had het kantoor in achtereenvolgens Chicago en Pasadena. Tot 1977 bracht het vooral blues-platen uit, maar het kwam ook met jazz, gospel en country. In 1994 werd de catalogus gekocht door Hightone Records, die inmiddels vrijwel alle Testament-platen opnieuw op cd heeft heruitgebracht.
Artiesten die op het label uitkwamen, waren onder meer Bill Jackson, Peg Leg Howell, Big Joe Williams, Muddy Waters, Otis Spann, Johnny Shines, Blind Connie Williams en Phil Woods.